# Tchervonyï khoutir (métro de Kiev)
Tchervonyï khoutir (ukrainien : Червоний хутір) est une station terminus de la ligne Sirets'ko-Petchers'ka (M3) du métro de Kiev. Elle est située dans le quartier Tchervonyï khoutir (uk), sur le territoire du raïon de Darnitsa de la ville de Kiev, en Ukraine.
Mise en service en 2008, elle est desservie par les rames de la ligne M3. Le service est arrêté ou perturbé depuis l'invasion de l'Ukraine par la Russie en 2022.

## Situation sur le réseau
Établie en souterrain, la station Tchervonyï khoutir, est une station terminus de la Ligne Sirets'ko-Petchers'ka (M3) du métro de Kiev. Elle est située avant la station Boryspilska, en direction du terminus ouest Syrets.
Elle dispose des deux voies de la ligne, encadrées par deux quais latéraux.

## Histoire
La station Tchervonyï khoutir est mise en service le 23 mai 2008, lors de l'ouverture à l'exploitation des 1,1 km de la section de Borispil's'ka au nouveau terminus Tchervonyï khoutir. Elle est réalisée par les architectes T. Tselikovskaya, V. Gneverev et Yu. Kravchenko.

## Services aux voyageurs

### Desserte
Tchervonyï khoutir est desservie par les rames de la ligne M3.

Installations et desserte
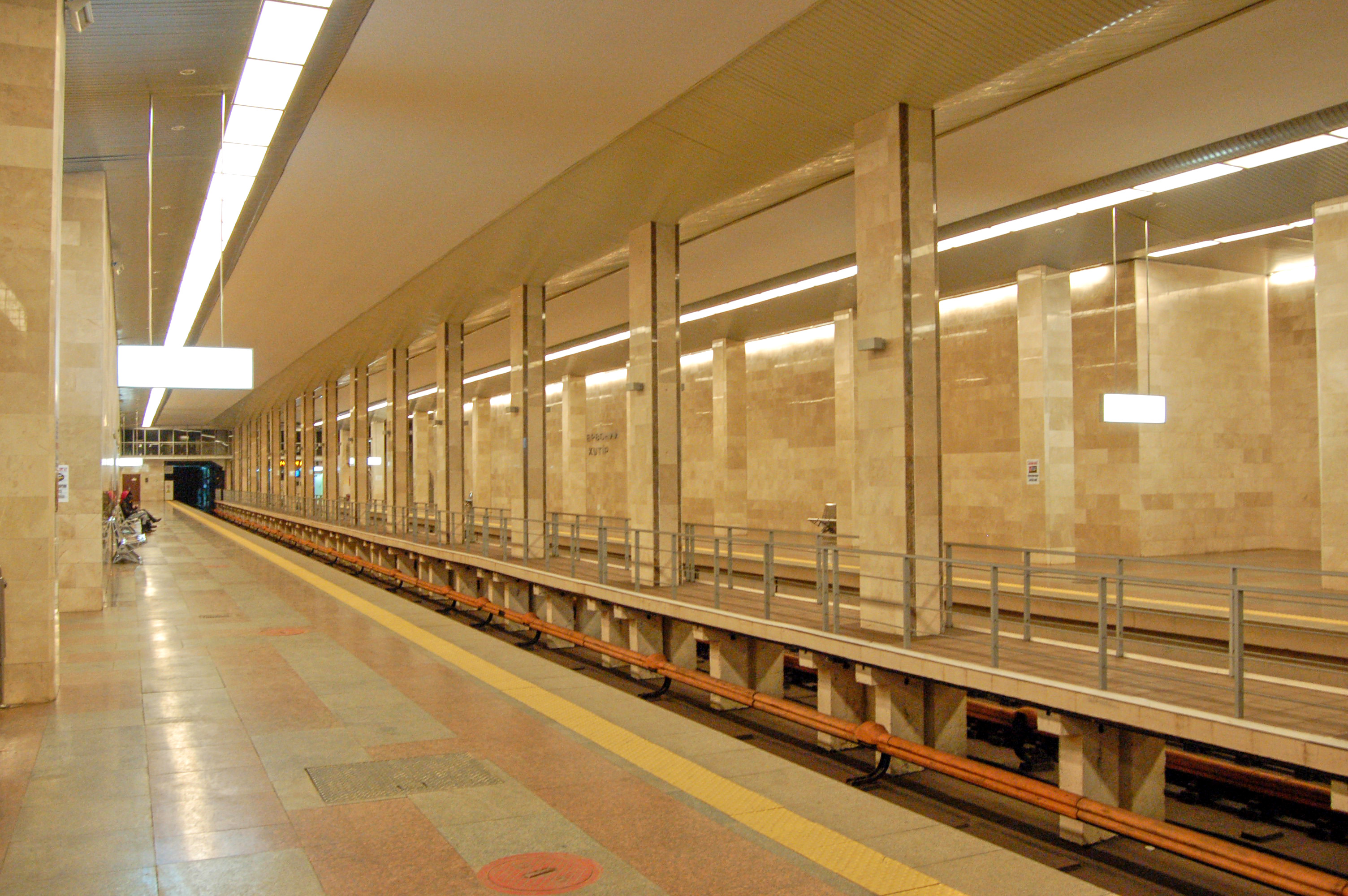
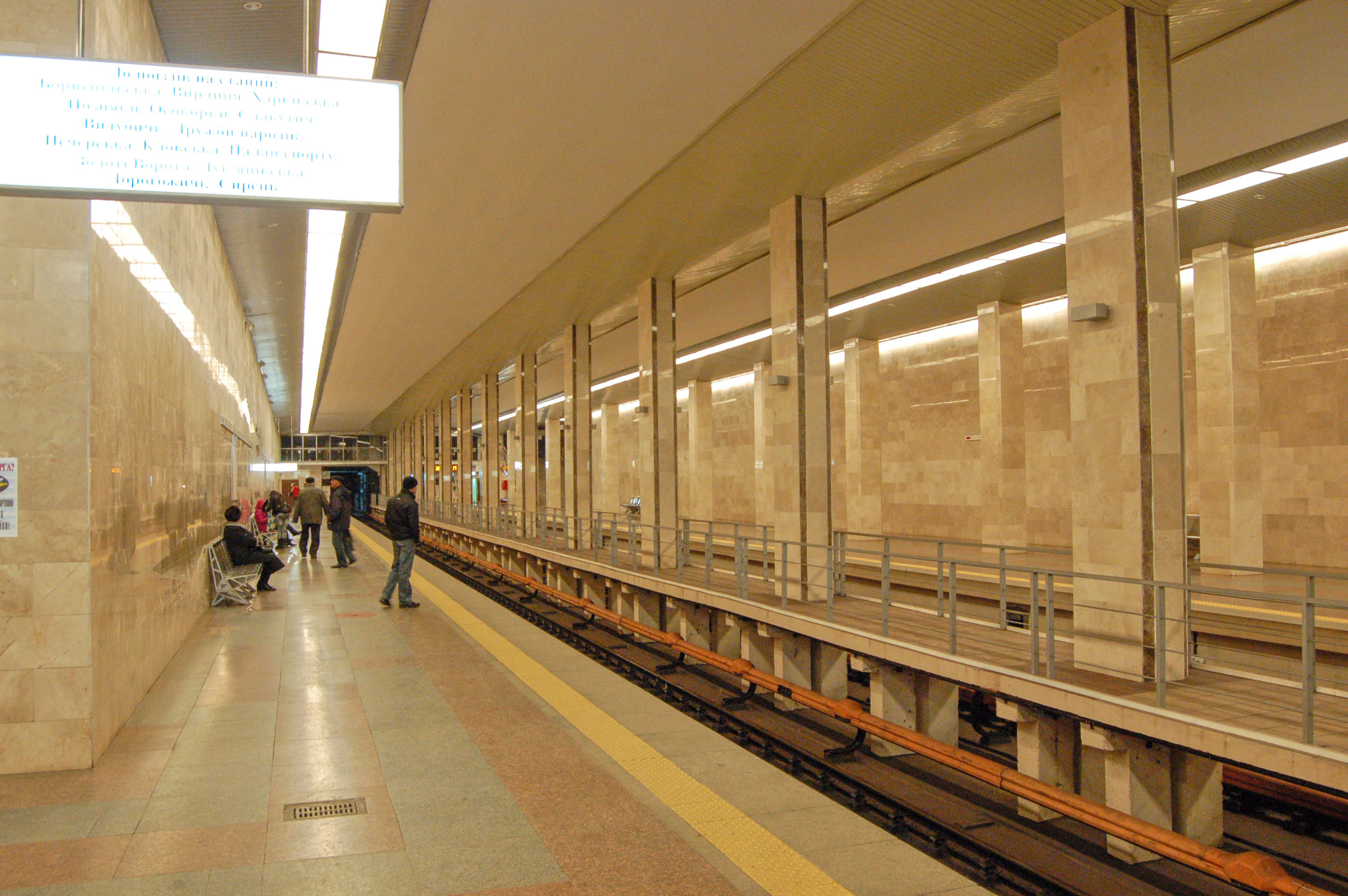
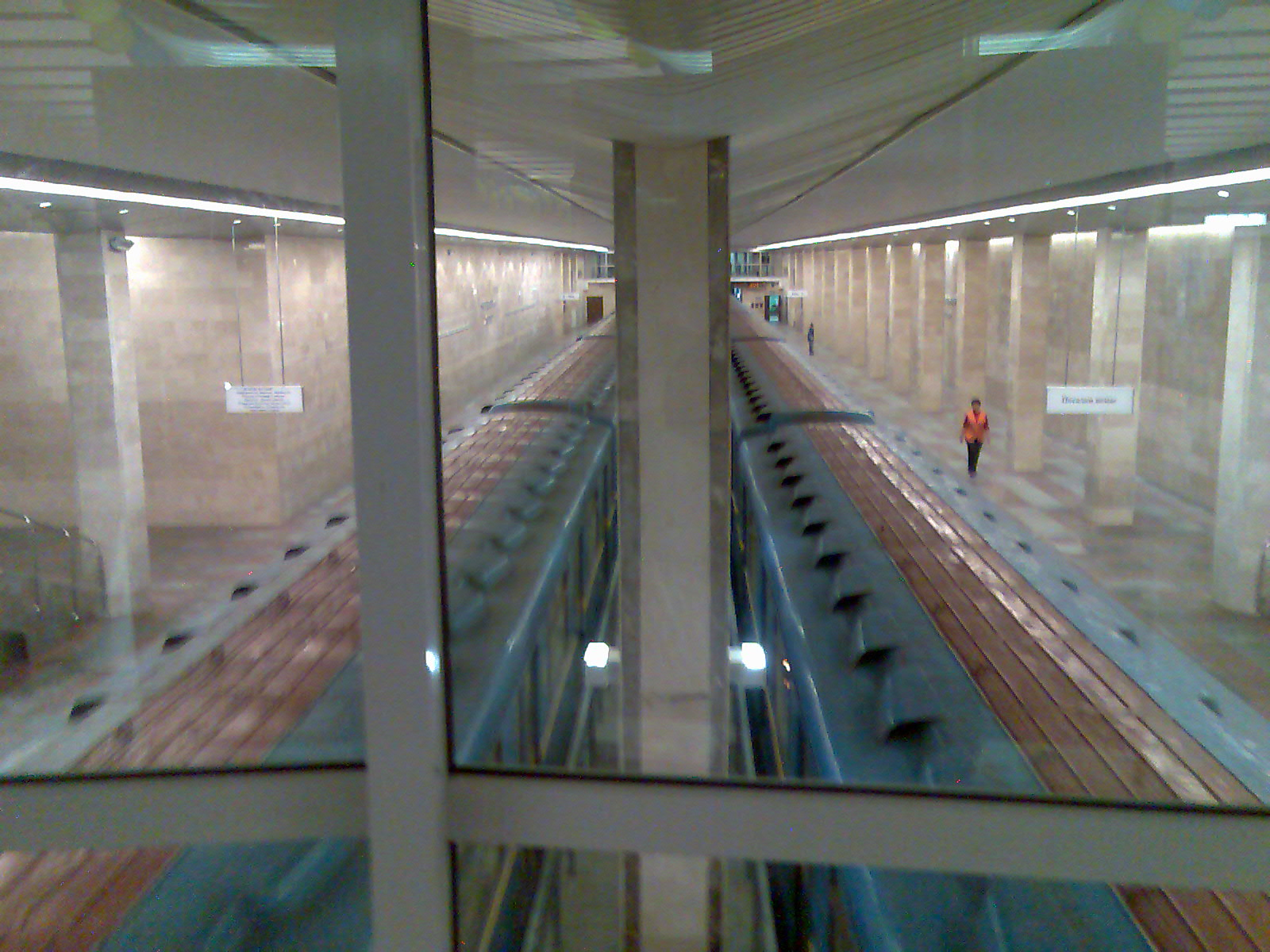

## À proximité

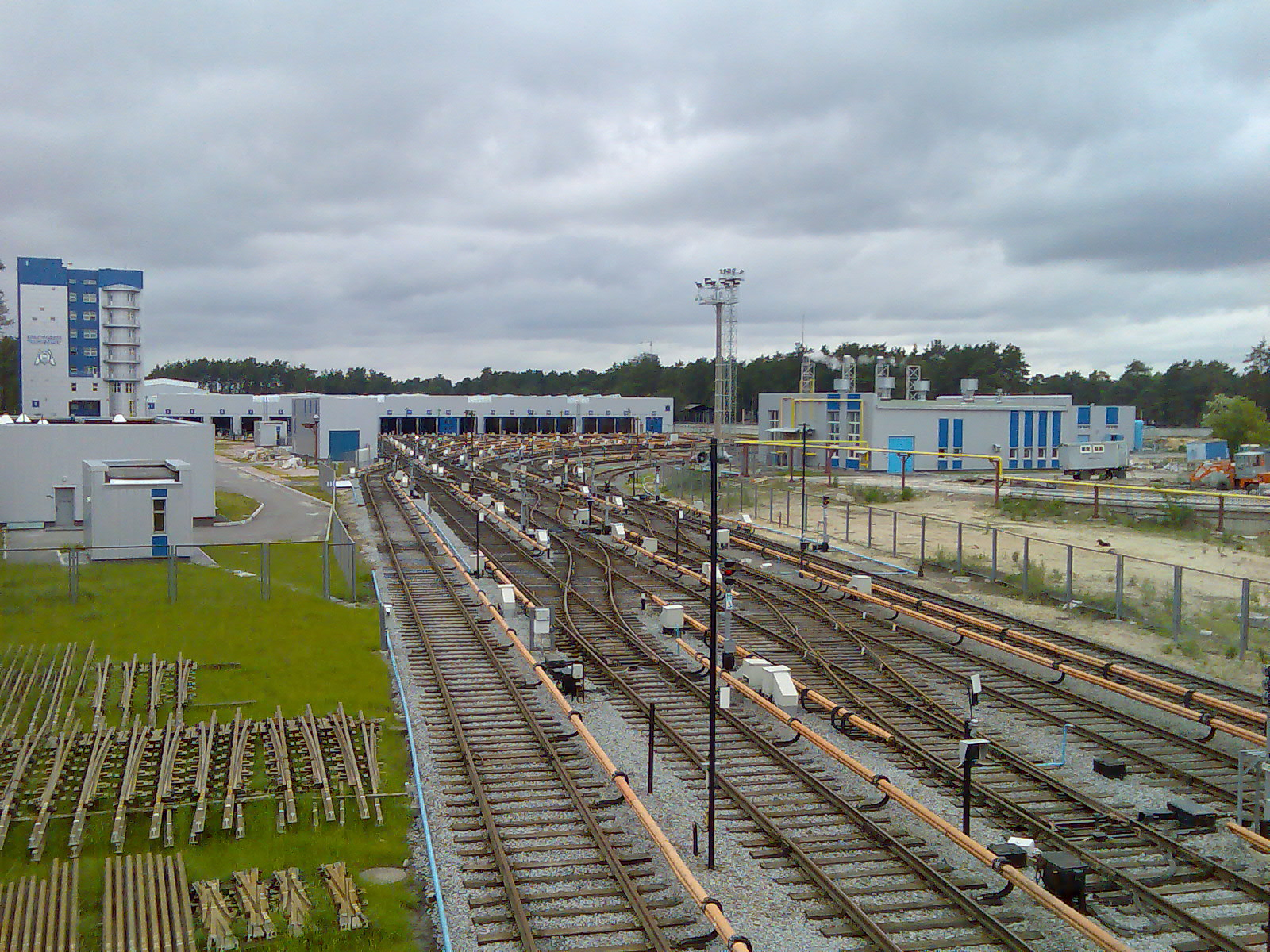
Dépôt du métro.

Le dépôt de la ligne est situé en surface après la station.